# Promachus bellaridi
Promachus bellaridi är en tvåvingeart som beskrevs av Martin 1965. Promachus bellaridi ingår i släktet Promachus och familjen rovflugor. Inga underarter finns listade i Catalogue of Life.